# Société Aérienne Bordelaise
La Société Aérienne Bordelaise (SAB) fu un'azienda aeronautica francese con sede a Bordeaux attiva nei primi anni trenta del XX secolo nella manutenzione e produzione di velivoli destinati al mercato civile e militare.
Originariamente fondata come succursale della Société de travaux Dyle et Bacalan, concluse la sua attività a seguito della nazionalizzazione della aziende francesi ad indirizzo bellico, integrata nella Société nationale des constructions aéronautiques du sud-ouest (SNCASO).

## Storia
La Société Aérienne Bordelaise venne istituita nel 1930 come filiale della Société de travaux Dyle et Bacalan, azienda con sede a Bacalan, Bordeaux, che, oltre che nel campo delle opere pubbliche, operava già nel settore del trasporto ferroviario e nelle costruzioni navali, decidendo di diversificare ulteriormente la propria capacità industriale entrando nel settore delle costruzioni aeronautiche. La maggior parte dei modelli concepiti dalla SAB rimase alla primissime fasi di sviluppo, non superando mai la fase progettuale, e ai pochi dei quali fu costruito almeno un prototipo non seguì alcuna produzione.
L'azienda continuò la sua attività in campo aeronautico fino al 1936, anno in cui su iniziativa del governo francese le aziende aeronautiche a indirizzo bellico vennero nazionalizzate e smembrate in consorzi. Da quel momento, assieme alla Société des Avions Marcel Bloch di Villacoublay e Courbevoie, alla Société Aéronautique du Sud-Ouest di Bordeaux-Mérignac, all'Usine de Construction Aéronautique di Bordeaux-Bègles e alla Lioré et Olivier di Rochefort, confluisce nella neofondata Société nationale des constructions aéronautiques du sud-ouest (SNCASO) con sede negli stabilimenti dell'ex Blériot Aéronautique di Suresnes.

## Produzione

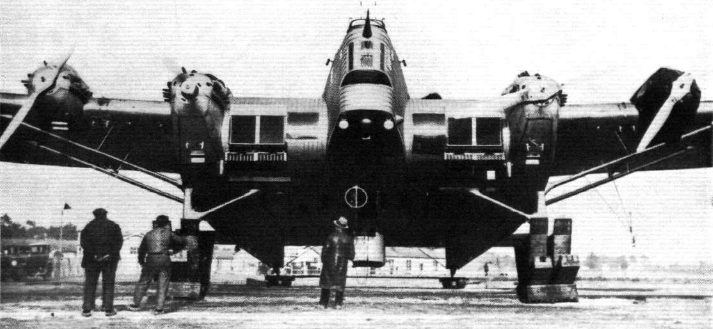
Il bombardiere pesante SAB AB-20 costruito nel 1932.

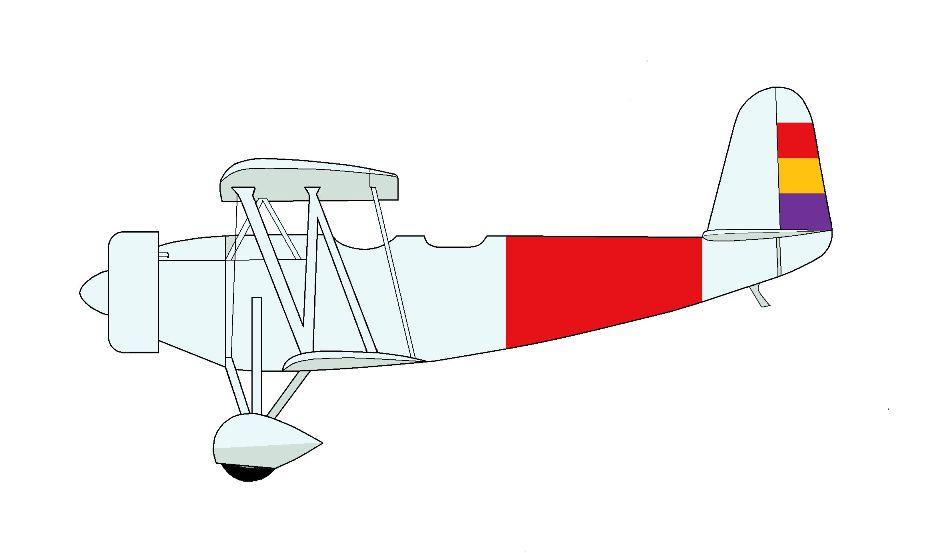
L'addestratore SAB-SEMA 12 in livrea Fuerzas Aéreas de la República Española. Scuola di volo di Los Alcázares.

| Modello           | Anno | Ruolo                  | Esemplari | Note                                                                                                   |
| SAB DB-80         | 1930 | aereo postale          | 1         | [ 4 ]                                                                                                  |
| SAB DB-81         | 1930 | aereo postale          | 1         | rimotorizzazione del DB-80                                                                             |
| SAB AB-20         | 1932 | bombardiere pesante    | 1         | [ 6 ] [ 7 ]                                                                                            |
| SAB LH-70         | 1932 | polizia coloniale      | 1         | indicato anche come Lorraine Hanriot LH-70                                                             |
| SAB-SEMA 10       | 1933 | aereo da addestramento | 1         | Societé Aérienne Bordelaise – Societé d'Etudes de Materiel d'Aviation                                  |
| SAB-SEMA 12       | 1933 | aereo da addestramento | 1         | rimotorizzazione del SAB-SEMA 10 Societé Aérienne Bordelaise – Societé d'Etudes de Materiel d'Aviation |
| SAB AB-21         | 1933 | bombardiere pesante    | 1         | [ 10 ] [ 11 ]                                                                                          |
| SAB AB-22         | 1934 | aereo sperimentale     | 1         | [ 12 ]                                                                                                 |
| SAB AB-80         | 1934 | Multiruolo (BCR)       | 1         | [ 13 ] [ 14 ]                                                                                          |
| SAB turret bomber | ???? |                        | almeno 2  | [ senza fonte ]                                                                                        |